# Sansone e Dalila (van Dyck)
Dipinto di carattere mitologico che narra la storia di Sansone e Dalila. Van Dyck ha con ogni probabilità ripreso l'opera Sansone e Dalila di Rubens, suo maestro. Il dipinto raffigura il momento in cui Dalila, una donna filistea, seduce il potente Sansone per scoprire il segreto della sua forza sovrumana. Secondo la Bibbia, Sansone aveva una forza straordinaria derivata dai suoi lunghi capelli intrecciati e, poiché i filistei volevano sconfiggerlo, offrirono un ricco compenso a Dalila per scoprire il segreto di questa forza. Dopo essere stata sedotta da Dalila, Sansone confidò il suo segreto e lei, approfittando di questa informazione, lo fece addormentare e tagliò i suoi capelli. Di conseguenza, Sansone perse la sua forza e fu catturato dai filistei.
Nel quadro di van Dyck, vengono spesso rappresentati i momenti di seduzione e inganno tra Dalila e Sansone. L'artista mostra il contrasto tra la forza maestosa di Sansone e la bellezza sensuale di Dalila. Il dipinto è un esempio della maestria di van Dyck nel ritrarre soggetti biblici e storici, caratterizzati da un uso magistrale del colore e della luce.